# Suze (plaats)
Suze is een gemeente in het Franse departement Drôme (regio Auvergne-Rhône-Alpes) en telt 226 inwoners (1999). De plaats maakt deel uit van het arrondissement Die.

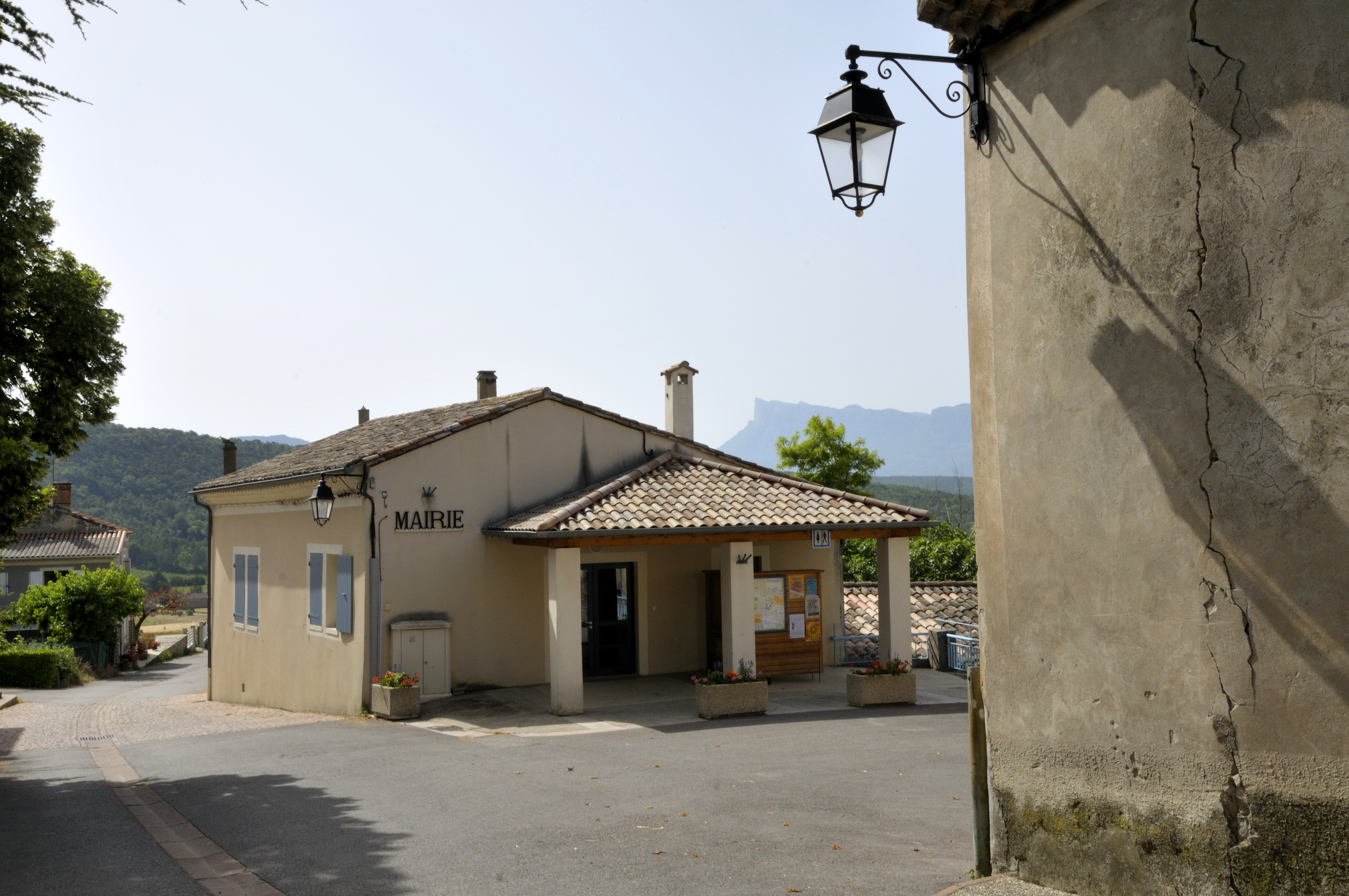
Gemeentehuis

## Geografie
De oppervlakte van Suze bedraagt 14,9 km², de bevolkingsdichtheid is 15,2 inwoners per km².

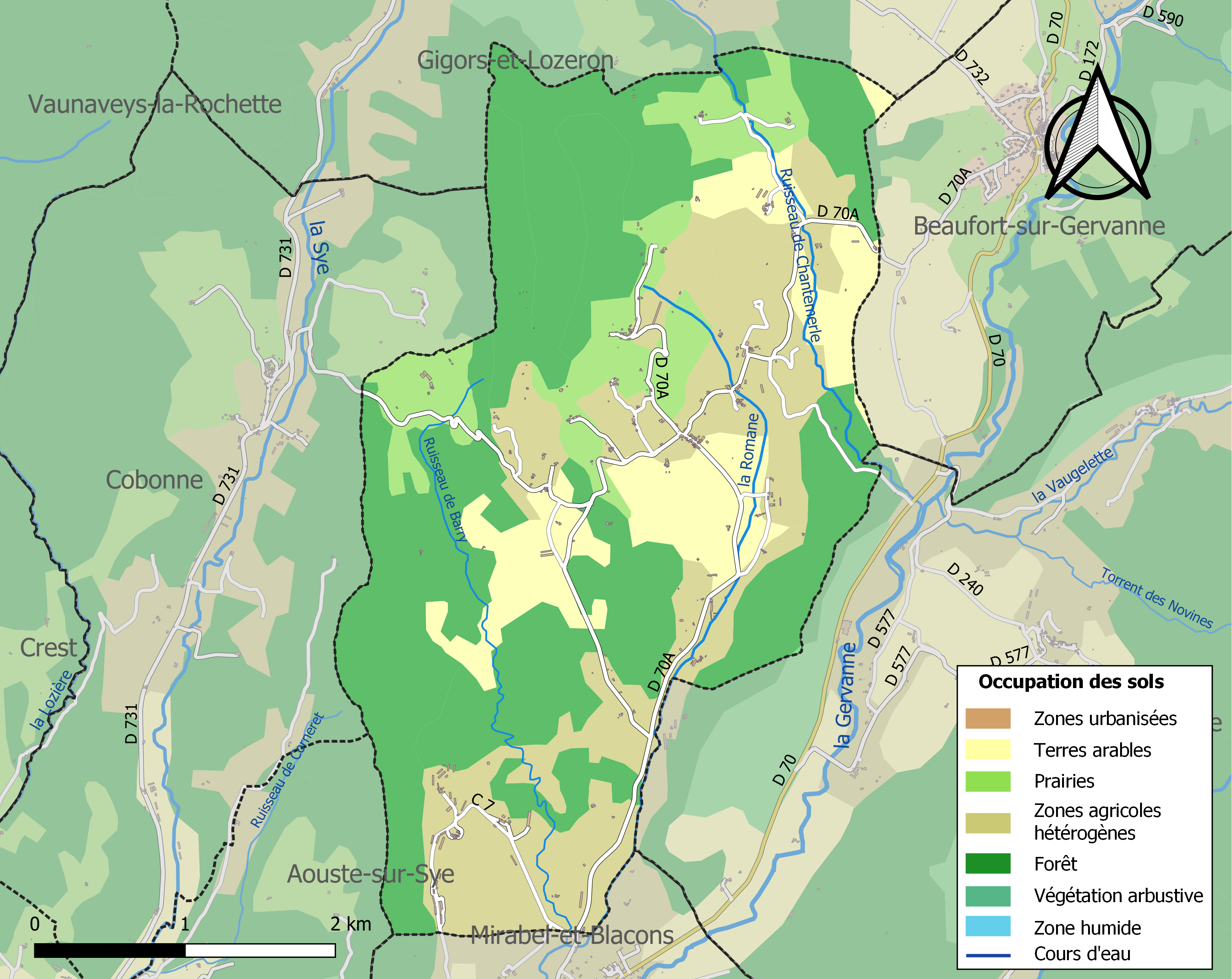
Kaart van de gemeente met belangrijkste infrastructuur, bodemgebruik en omliggende gemeenten

## Demografie
Onderstaande figuur toont het verloop van het inwonertal (bron: INSEE-tellingen).